# 化学上の未解決問題
化学上の未解決問題（かがくじょうのみかいけつもんだい）は「X化合物を作ることができるか」「分析することができるか」「精製することができるか」といった種類の問題になりがちであり、一般的にはかなり早く解決されるが、解決されるためにかなりの労力を要するものもある。しかし、深い含蓄を持つ問いもある。この記事は化学における新たな科学的研究の中心にある分野を扱う傾向にある。化学上の問題は、その分野の専門家が未解決とみなした場合、またはその分野の複数の専門家が問題の解決法についての意見が一致しなかった場合未解決とみなされる。

## 物理化学の問題
- 高温超伝導体の相図上での様々な点における電子構造は何か[1]。
- 高温超伝導体の転移温度は室温まで上げることができるか[1]。
- ウントリセプチウム（ファインマニウム）は物理的に存在できる最後の化学元素か。つまり、137以上の原子番号の元素があることの化学的結果は何か。その1s電子は光速より速く動かなければならないか[1][2]。
- ニュートロニウム-4は可能か。
- どのようにすれば電磁エネルギー（光子）を効率的に化学エネルギーに変換できるか。例えば、太陽エネルギーを用いて水を効率的に水素と酸素に分解することができるか[3][4]。

## 有機化学の問題
- (2R)-2,3-ジヒドロキシプロパナール（D-グリセルアルデヒド）やアミノ酸、糖などにみられるキラリティの非生物学的起源は可能か[5]。
- なぜ水-有機界面でのいくつかの有機反応で加速した動力学が観察されるのか[6]。[要非一次資料][要出典]
- アルファ効果（英語版）の起源は何か。つまり、求核性中心に隣接する孤立電子対を有する電気陰性原子による求核剤は特に反応性であるか。[要出典]

## 生化学の問題
- 酵素反応速度論:  なぜ拡散より速く動態を示す酵素があるのか[7]。
- タンパク質フォールディング問題: 配列および環境情報のみに基づいてポリペプチド配列の二次構造、三次構造、四次構造を予測することは可能か。逆タンパク質フォールディング問題: 特定の環境条件下で所与の構造を採用することになるポリペプチド配列を設計することは可能か[5][8]。これは近年いくつかの小球状タンパク質で達成されている[9]。
- RNAフォールディング問題:  ポリリボ核酸の配列および環境に基づいてその二次、三次、四次構造を正確に予測することは可能か。
- 生命の化学的起源は何か。非生物化合物はどのようにして自己複製する複雑な生命体を生み出したのか。
- タンパク質設計:  高活性酵素を任意の所望に対して新たに設計することは可能か[10]。
- 生合成:  生合成経路操作により、所望の分子、天然物などを高収率で生産することができるか[11]。